# ファイナルファンタジーXIII オリジナルサウンドトラック
『ファイナルファンタジーXIII オリジナルサウンドトラック』（ファイナルファンタジーサーティーン オリジナルサウンドトラック）は、ゲーム『ファイナルファンタジーXIII』のサウンドトラックである。2010年1月27日発売。発売元はスクウェア・エニックス。

## 概要
- デジパック&スリーブケース、ビジュアルブック、「ファイナルファンタジー XIII オリジナル・サウンドトラック2009WINTERキャンペーン」応募券封入。
- 初回限定盤には鳥山求の書き下ろしドラマCD「FINAL FANTASY XIII Episode Zero -Promise- Story01 -ENCOUNTER-」を収録したボーナスディスク付き5枚組。CD4枚組収録の5面デジパック・限定盤専用スリーブケース仕様。

## 収録曲

### Disc1
1. FINAL FANTASY XIII プレリュード[2:55]
2. FINAL FANTASY XIII ～誓い～[1:32]
3. 第13日[0:53]
4. 運命への反逆[2:23]
5. ブレイズエッジ[3:13]
6. 封鎖区画ハングドエッジ[3:25]
7. パージされる者たち[3:04]
8. 帰るための戦い[3:32]
9. 下界のファルシ[1:13]
10. 逃げてもいいの[0:54]
11. スノウのテーマ[3:47]
12. 異跡[2:48]
13. ラグナロク[3:46]
14. あの日の空[1:24]
15. 永遠の誓い[2:24]
16. Eternal Love (Short Version) / 菅原紗由理[3:26]
17. ビルジ湖[4:11]
18. 下界のルシたち[1:37]
19. 召喚獣[2:50]

### Disc2
1. 閃光[2:54]
2. 栄光のファンファーレ[0:08]
3. バトルリザルト / Mina[1:15]
4. つかのまの安息[2:08]
5. 騎兵隊のテーマ[2:37]
6. 脱出[1:59]
7. 撃墜[1:04]
8. アフロブルース[4:27]
9. 遺棄領域ヴァイルピークス[3:02]
10. ライトニングのテーマ[2:26]
11. サッズのテーマ[3:25]
12. ドレッドノート大爆進![2:31]
13. ガプラ樹林 / Mina[2:44]
14. 緊迫[3:28]
15. 果てなき疾走[1:49]
16. サンレス水郷 / Frances Maya[3:46]
17. 見失った希望[2:57]
18. ルシ狩り作戦[2:40]
19. 希望なき闘争[2:04]
20. 恩讐の果て[2:38]
21. グラン=パルスのルシ[4:12]
22. セラのテーマ / Frances Maya[1:29]

### Disc3
1. 父ちゃん奮闘だぁ![5:19]
2. PSICOM[1:02]
3. ホープのテーマ[3:30]
4. おまえの家はここだ[2:16]
5. 償い[4:23]
6. ヴァニラのテーマ[2:59]
7. 刻限[0:42]
8. ポンパ・サンクタ[2:11]
9. 歓楽都市ノーチラス[4:57]
10. コクーンdeチョコボ～夢をみようよ2～ / Frances Maya[2:57]
11. 偽りの饗宴[3:16]
12. 夢の終わり[3:36]
13. ルシの試練[2:22]
14. 世界の敵[1:16]
15. ゲームオーバー[1:14]
16. 聖府代表ダイスリー[3:02]
17. 宿命への抗い[2:27]
18. ルシたちの想い[2:41]
19. 継ぎゆく意志[2:16]
20. 死闘[3:49]
21. 神秘[2:41]
22. Choose to Fight / Mina[4:20]

### Disc4
1. ファングのテーマ[3:31]
2. 異境大陸グラン=パルス[2:18]
3. アルカキルティ大平原[4:24]
4. パルスdeチョコボ[4:18]
5. ヤシャス山[2:10]
6. 優しい思い出[3:13]
7. スーリヤ湖 / Mina[3:24]
8. テージンタワー[3:08]
9. 色のない世界 / Matsue Hamauzu[3:48]
10. 帰郷[1:06]
11. カウントダウン[3:22]
12. 動乱のエデン[2:33]
13. 終焉の揺籃[3:58]
14. 降誕[2:58]
15. 罪深き希望[3:44]
16. ファブラ・ノヴァ・クリスタリス[2:39]
17. FINAL FANTASY 103 ～奇跡～[2:49]
18. 使命[2:20]
19. 生誕のレクイエム[5:03]
20. 決意[3:21]
21. 君がいるから (Long Version) / 菅原紗由理[6:22]
22. エンディングロール[4:42]

### Disc5
1. TRACK #1 (FINAL FANTASY 103 Episode Zero -Promise- Story01 -ENCOUNTER-)[5:49]
2. TRACK #2 (FINAL FANTASY 103 Episode Zero -Promise- Story01 -ENCOUNTER-)[5:25]
3. TRACK #3 (FINAL FANTASY 103 Episode Zero -Promise- Story01 -ENCOUNTER-)[1:46]
4. TRACK #4 (FINAL FANTASY 103 Episode Zero -Promise- Story01 -ENCOUNTER-)[4:04]
5. TRACK #5 (FINAL FANTASY 103 Episode Zero -Promise- Story01 -ENCOUNTER-)[1:42]
6. TRACK #6 (FINAL FANTASY 103 Episode Zero -Promise- Story01 -ENCOUNTER-)[2:28]
7. TRACK #7 (FINAL FANTASY 103 Episode Zero -Promise- Story01 -ENCOUNTER-)[2:25]

## FINAL FANTASY 13 Original Soundtrack -PLUS-
1. PV「FINAL FANTASY XIII 2007 JFS」[3:00]
2. PV「FINAL FANTASY XIII 2006 E3」[2:32]
3. M1 No.2 title αVersion[1:33]
4. M3 No.4 BossA αVersion[3:13]
5. M306 OPN2「運命への反逆」パラメキア突入 Version[5:11]
6. Hope_PfNer3[2:13]
7. M42E 「サンレス水郷」海外 Version[3:47]
8. M36A 「ガプラ樹林」 Instrumental[2:45]
9. M74_2 PRO「宿命への抗い」 コーラス無し Version[2:15]
10. M64E 「コクーンdeチョコボ」English Version[3:03]
11. M33 Lightning NW Version[2:26]
12. M181 Shugeki2 Prototype[3:06]
13. M44B サッズB+ Prototype[5:25]
14. M106 Last Battle Prototype+[3:24]
15. M5_2 「閃光」Long Version[2:31]
16. M42 「サンレス水郷」 Instrumental[3:46]